# Cazul „Pădurea Domnească”
Cazul „Pădurea Domnească” sau Cazul Sorin Paciu este un caz de omor prin împușcare a lui Sorin Paciu (34 de ani, proprietarul carierei de piatră din satul Balatina, raionul Glodeni) în Rezervația științifică Pădurea Domnească pe data de 23 decembrie 2012, la o vânătoare organizată de un grup de 30 de persoane, dintre care unele cu funcții de rang înalt din Republica Moldova. Din grupul de vânători au făcut parte procurorul general Valeriu Zubco, acuzat de presă de mușamalizarea cazului, judecătorul Gheorghe Crețu, singura persoană pusă sub urmărire penală, președintele Curții de Apel Chișinău, Ion Pleșca, vicepreședintele Curții, Gheorghe Crețu, membrul Consiliului Coordonator al Audiovizualului, Nicolae Damaschin, un pădurar din localitate, Ion Stepanchevici, și alte persoane.

## Desfășurare
Potrivit unui martor ocular, vânătorii, șapte la număr, s-au aranjat în două linii care se intersectau sub un unghi obtuz. Participanții se aflau la o distanță de circa 70 de metri unul față de celălalt. 
Sorin Paciu, dotat doar cu un aparat de fotografiat, se află în spatele lui Ghenadie Sajin. Vânătorii aveau voie să tragă doar în zonă din față sau spatele lor, fiind categoric interzis să împuște în părți.
„Cel care a tras în Paciu Sorin este procurorul general Valeriu Zubco. Acest lucru se știa de a doua zi, pe 24 decembrie, dar crima este tăinuită de conducerea țării. Plahotniuc este cel care nu i-a permis lui Zubco să lase ca omorul să iasă la iveală.”—Sergiu Mocanu, Jurnalul.md, 8 ianuarie 2013
La un moment dat, un mistreț a trecut pe lângă judecătorul Gheorghe Crețu, iar acesta ar fi tras 5 focuri de armă spre animal, aflat în direcția lui Paciu. Un glonte l-ar fi atins pe tânăr. Martorul a confirmat faptul că judecătorul ar fi folosit gloanțe cu trei alice, care, potrivit unora, sunt interzise la vânătoare.

## Urmări
Dintre toate persoanele implicate, numai judecătorul Gheorghe Crețu a fost pus sub urmărire penală pentru două capete de acuzare: omorul prin imprudență al lui Sorin Paciu și pentru participarea la o vânătoare ilegală.
Valeriu Zubco a fost demis din funcția de Procuror General de către Parlamentul Republicii Moldova la data de 21 ianuarie 2013, în unanimitate, și a fost amendat cu suma de 6000 de lei moldovenești pentru nedeclararea conflictului de interese.
Guvernul condus de Vlad Filat și-a depus mandatul, șefia guvernului urmând a fi luată, la 31 mai 2013, de către fostul ministru de externe Iurie Leancă. Ca urmare a acestui caz răsunător și a consecințelor directe provocate de el, Alianța pentru Integrare Europeană s-a destrămat.